# Schloss von Manuc Bey

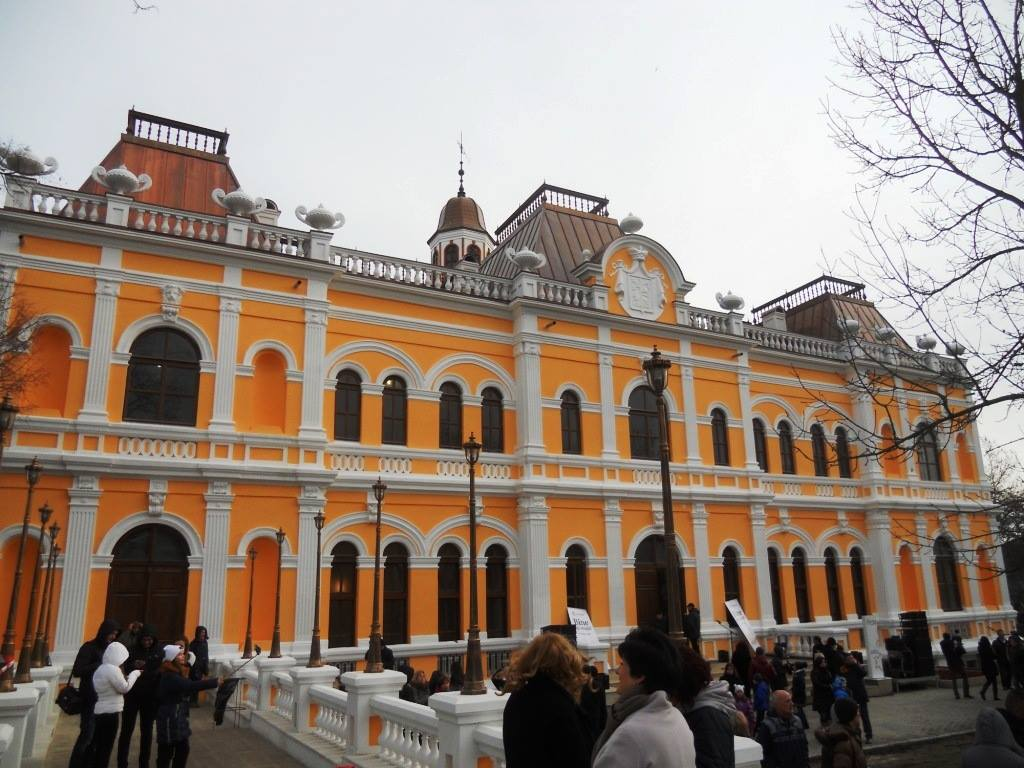
Das Schloss von Manuc Bey

Das Schloss von Manuc Bey (rumänisch Conacul lui Manuc Bei oder Manuc Bey, seltener Conacul Mirzoian, offiziell: historisch-architektonischer Komplex Manuc Bey, von rumänisch Complexul istorico-arhitectural Manuc Bey) ist ein neuzeitlicher Palast und steht in der Stadt Hîncești im zentral-westlichen Teil der Republik Moldau. Er besteht aus einem größeren Gebäudekomplex: Manucs Palast (Palatul Princiar), dem Vogtshaus, dem Jagdschloss der Gräfin Çadır, einem Wartturm und weiteren Gebäuden.

## Lage und Bauwerk

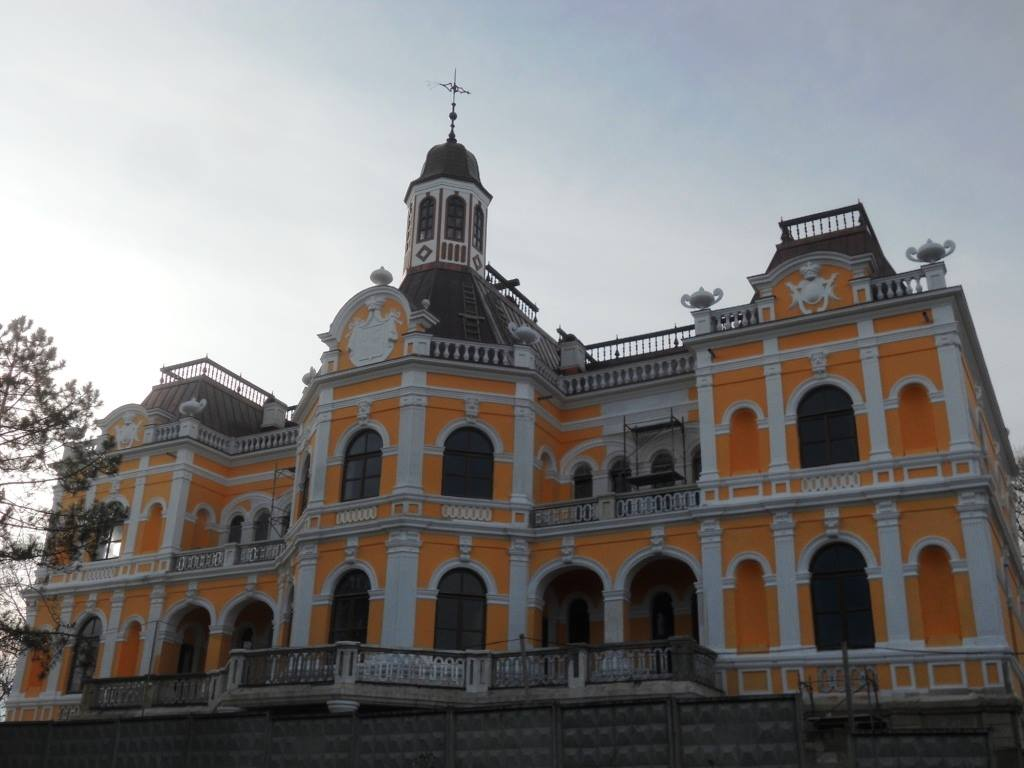
Das sanierte Schloss im Dezember 2015

Der Palast befindet sich im südlichen Teil der Stadt auf dem Nordhang eines Hügels am Parkrand. Von der Einfahrt bis zum Schloss führt eine Allee. Wegen der Neigung des Geländes sieht man von oben nur zwei Stockwerke. Das Schloss ist im Geiste des französischen Klassizismus mit großen Fenstern und Loggien konzipiert. Die Innenwände zur Terrasse wurden mit Fresken dekoriert und mit Nischen für Statuen ausgestattet. Die Nischen waren mit Fresken verziert. Das Palastanwesen war mit einer Mauer umschlossen, die Ende der 1950er Jahre abgerissen wurde. Alle Teile des Anwesens sollen durch Glasgalerien mit dem Palast verbunden gewesen sein.
Die Zimmerdecken wurden von dem Armenier Hovhannes Aiwasjan bemalt, der damals zu Besuch bei seinem Bruder in Chișinău weilte. Die Gemälde haben sich nicht erhalten. Später erreichte Aiwasjan die Bekanntheit als Marinemaler unter dem Namen Iwan Aiwasowski.

## Geschichte

### Aufbau in bessarabischer Zeit

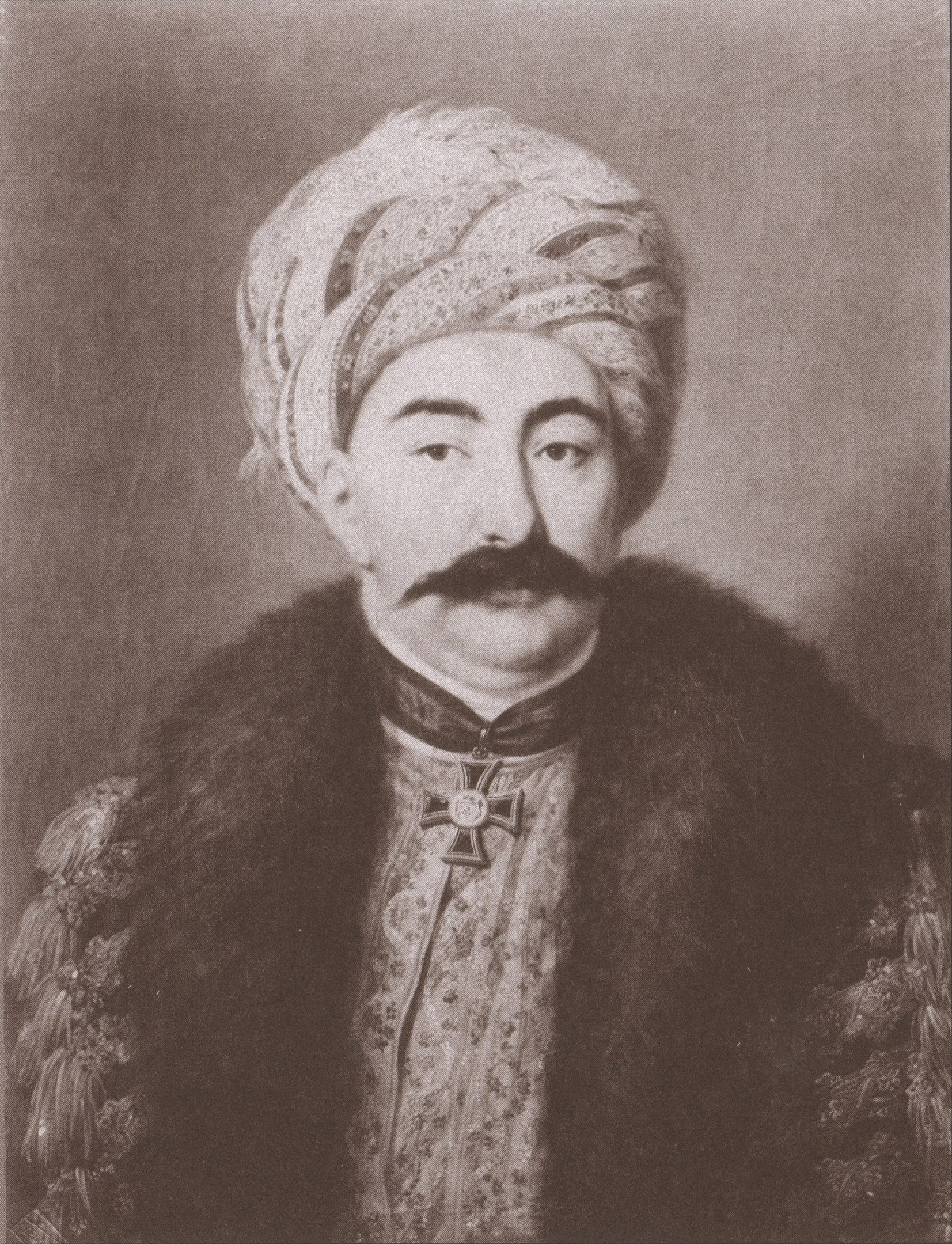
Manuk Bey (Emanuel Mârzayan) um 1810

Nach dem Ende des russisch-türkischen Krieges von 1806–1812 verließ der Diplomat und Händler armenisches Ursprungs Manuc Bey Bukarest und beauftragte seine Vertrauten mit der Weiterführung seiner Geschäfte. Er zog zunächst nach Hermannstadt um und nach 1815 nach Chișinău im Gouvernement Bessarabien des damaligen Russischen Reiches, wo er das Gut Hâncești für damalige 300.000 goldene Lei erwarb. Manuc Bey starb am 20. Juni 1817 an den Folgen eines Sturzes vom Pferd. Laut einer anderen Quelle wurde er von Osmanen in einem Racheakt vergiftet. Er ist im Waffenhaus der Armenischen Kirche in Chișinău beerdigt.
Der Bau des Herrenhauses wurde für seinen Sohn Murat (Iwan) begonnen, von diesem fortgesetzt und schließlich von seinem Neffen Grigore (Gregory) 1858 bis 1861 zu Ende gebracht. Die Nachfolger errichteten ein Schloss im französischen Stil mit einem Wintergarten, Wachtürmen und einem großen Schlosspark. 1881 entwarf und baute der berühmte Architekt Alexander Bernardazzi das Jagdschloss (auch Castelul Vânătoresc). Alexander Puschkin soll den Ort 1823 während seiner Verbannung besucht haben.

### Sowjetzeit
Nach dem Zweiten Weltkrieg wurde das Herrenhaus von sowjetischen Behörden verwaltet. Zunächst beherbergte das Gut eine Mechanisatorenschule, danach ein Bautechnikum. Die Mauer, die das ganze Gut umschlossen hatte, wurde Ende der 1950er Jahre abgerissen. Bis Mitte der 1980er Jahre war der architektonische Komplex noch in einem befriedigenden Zustand. Das Erdbeben von Vrancea 1986 beschädigte den Palast so tiefgehend, dass die Mehrheit der Gebäude einsturzgefährdet war oder zur Ruine wurde. Für das Technikum wurde ein neues Gebäude errichtet und das Schloss begann rapide zu verfallen. Das Jagdschloss wurden weitestgehend erhalten, da dort seit 1979 ein ethnografisches Regionalmuseum eröffnet worden war.

### Kulturdenkmal der Republik Moldau

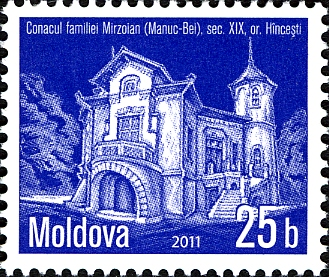
Das Jagdschloss der Gräfin Çadır im Palastkomplex auf einer Briefmarke von 2011

1993 bekam das Herrenhaus den Status eines moldauischen Kulturdenkmals.
2011 war das Gut zwar mit einer Betonmauer umschlossen worden, dennoch konnte man einfach auf das Gelände eindringen. Der Palast war sehr beschädigt, insbesondere die Fassade. Dasselbe galt auch für das Vogtshaus und das Ioniță Iamandis Haus. Damals war das Architekturdenkmal nur noch eine Ruinenlandschaft.

### Sanierung
Anfang der 1970er begann die Restaurierung des Jagdschlosses, das später zu einem historisch-ethnografischen Museum wurde. Es hat über 20.000 Exponate in mehreren Räumen, die jeweils unterschiedlichen Themen gewidmet sind. Im Parterre befinden sich Gegenstände aus dem Zeitalter der Moldauischen SSR, einige Sachen über Grigori Kotowski, aber auch Trachten aus dem Mittelalter.
2012 wurde mit Dachdeckerarbeiten der weitere Verfall gestoppt. Im Oktober 2013 wurde die Finanzierung für die Restaurierung und Sanierung des gesamten historischen Komplexes gesichert. Das Projekt wurde von 2014 und 2015 umgesetzt und schloss insgesamt neun Gebäude in die Renovierung ein: den zweistöckigen Palast, das Gebäude der Gräfin, das Jagdschloss, das Vogtshaus, den Wachturm, die Armenische Kirche, den artesischen Brunnen, die Ställe und die unterirdischen Galerien.
Die Restaurierung soll nach in Sankt Petersburg wiederaufgefundenen Originalzeichnungen und -skizzen erfolgt sein. Von der EU wurden für die Sanierung knapp 2,2 Millionen Euro bereitgestellt, weitere 10 % kamen als Eigenfinanzierung vom Bezirksrat Hîncești hinzu. 23,5 Millionen Lei sollen von der Agentur für regionale Entwicklung des Zentrums der Republik Moldau für eine Sanierung von zwei weiteren Gebäuden des Manuc Bey-Komplexes bereitgestellt werden: die Casa Ioniță Iamandi und die Casa Vechilului.
Die Inneneinrichtung, die in Teilen wiederhergestellt ist, lehnt sich an das eher barocke Interieur der alten Ausstattung von Manuc Beys Familie an. Vom alten Schlosspark, der früher knapp 10 Hektar umfasste, sind nur noch etwa 3 Hektar erhalten. Hauptzugang zum Palast war ein früherer Eingang in der Umfriedung im Osten gewesen.

### Bildergalerie

Unsanierter Komplex
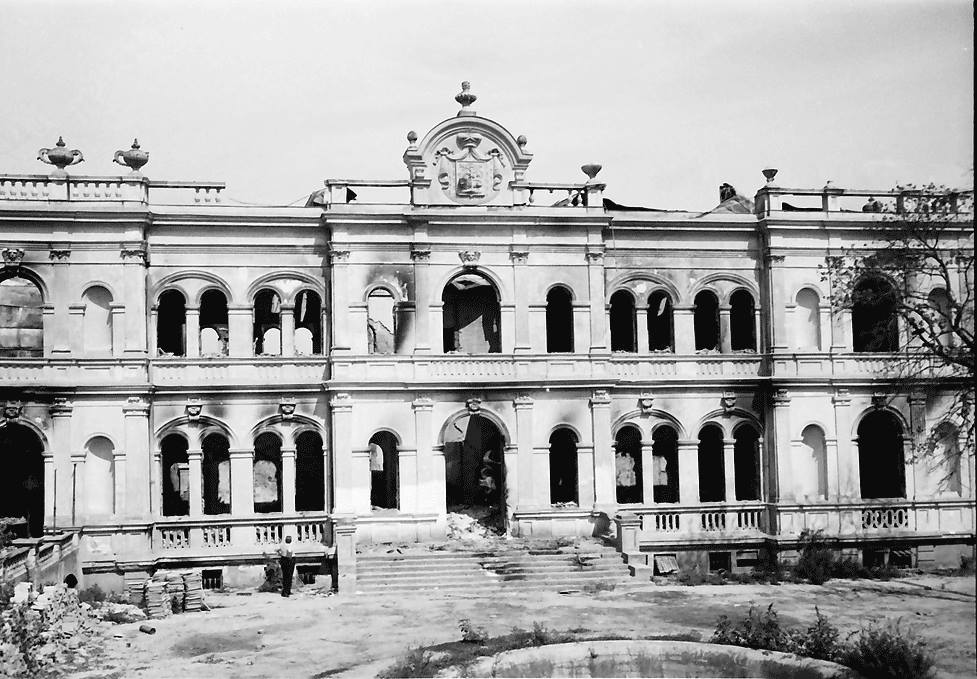
Der Palast in 1945
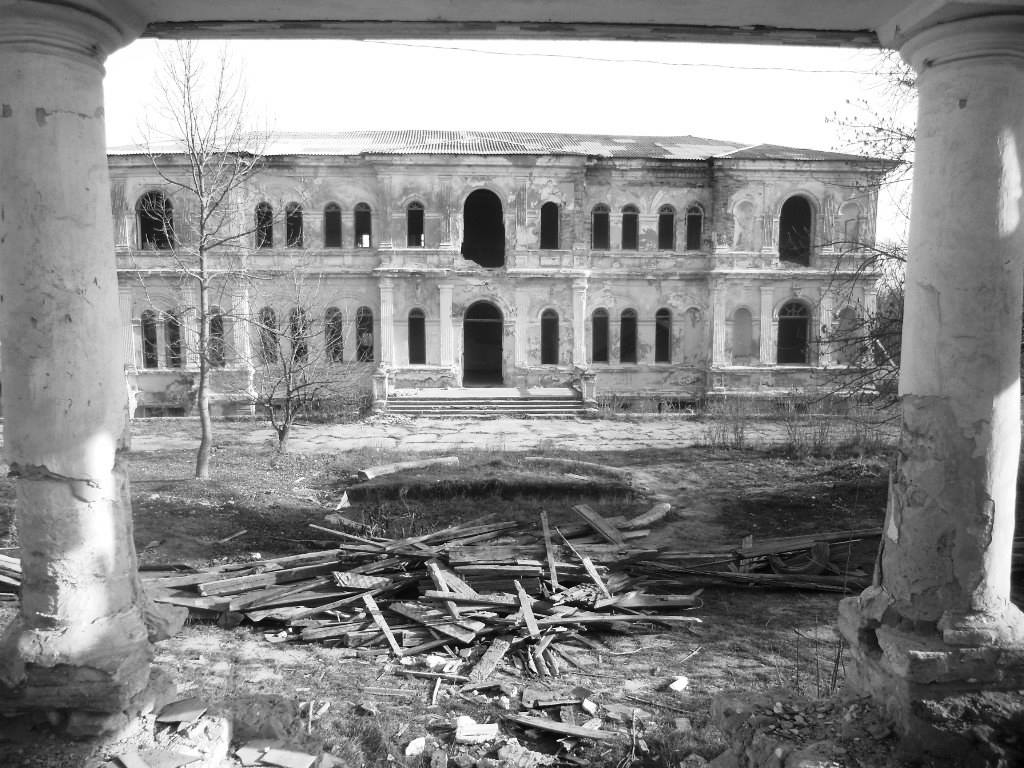
Der unsanierte Palast 2013
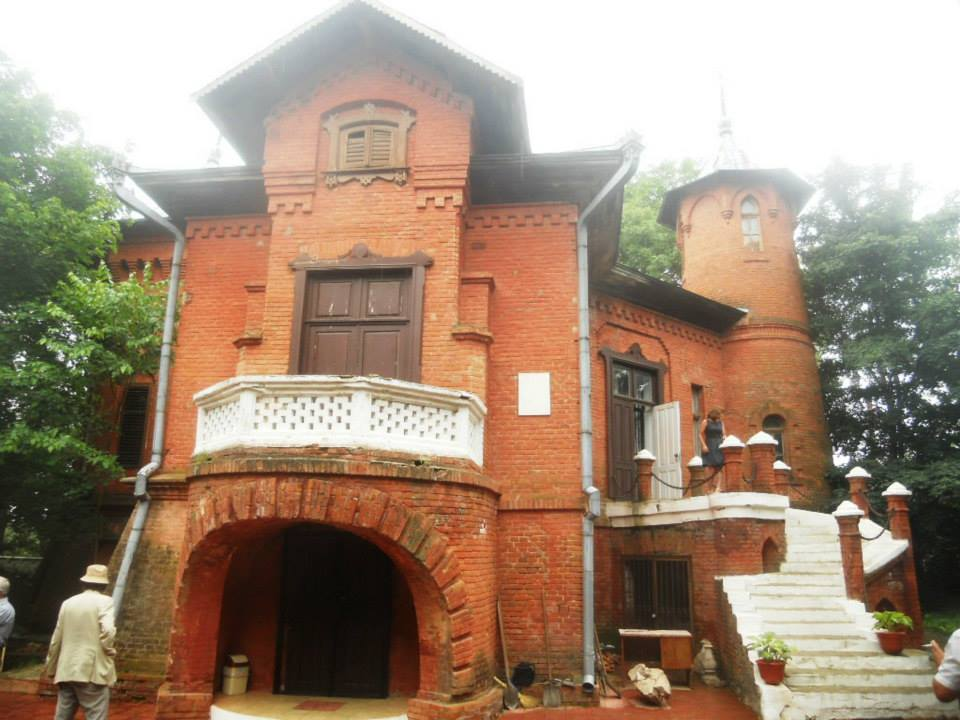
Das Jagdschloss in 2013
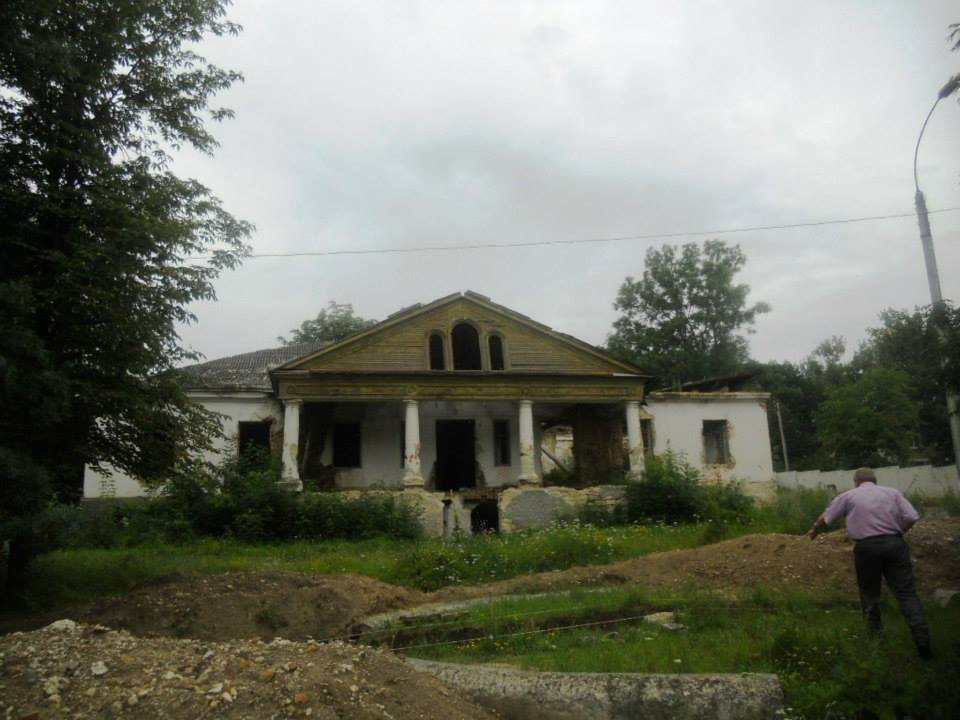
Ein weiteres unsaniertes Gebäude 2013
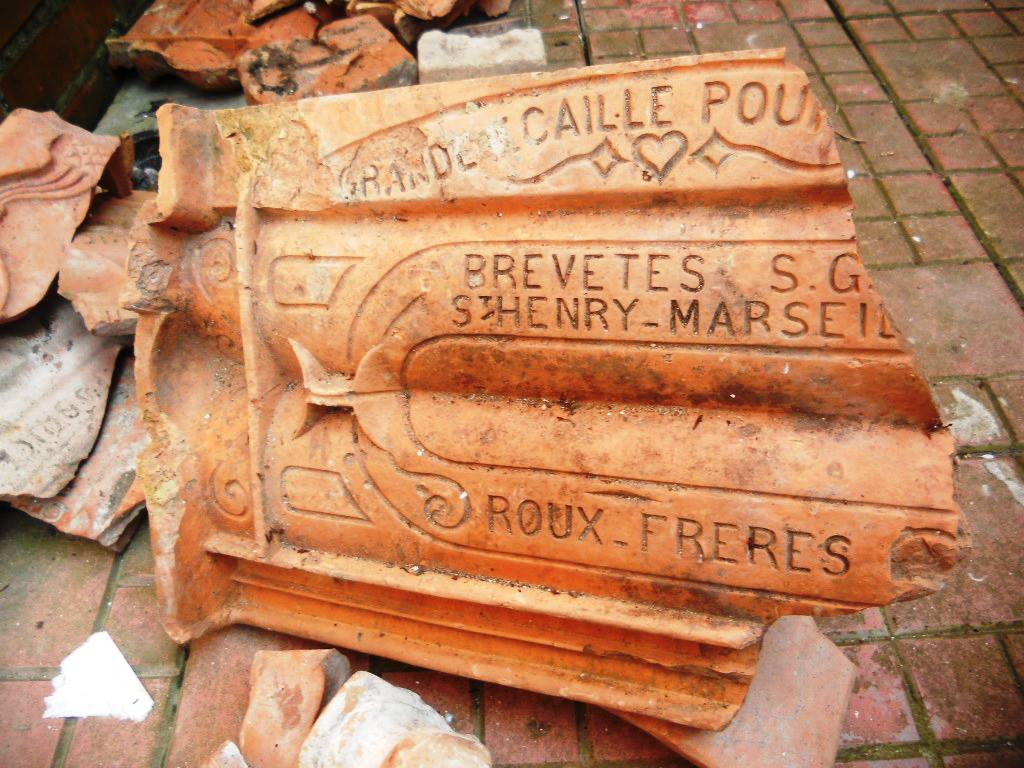
Die Dachziegel kamen ursprünglich aus Frankreich
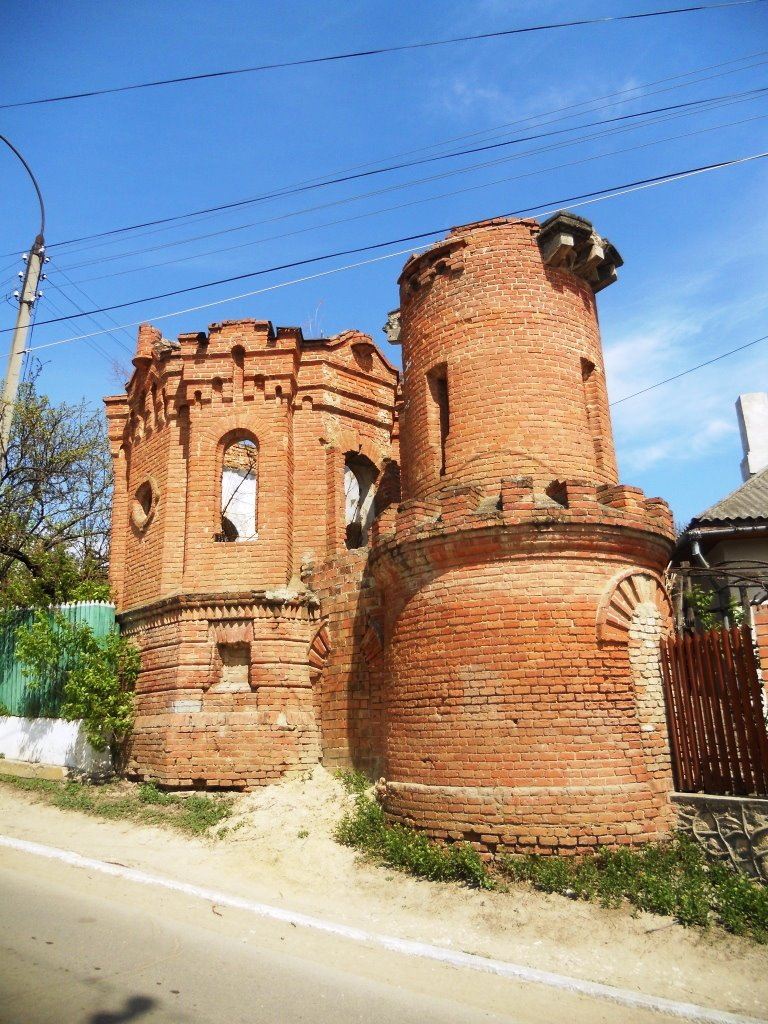
Wachturmruinen 2012

Sanierter Palastkomplex
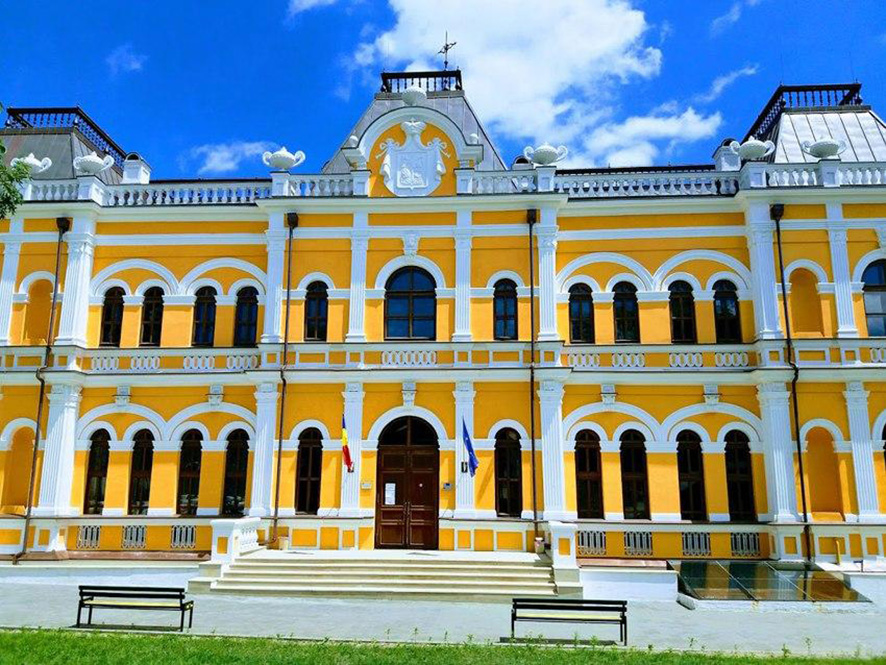
Die sanierte Palastfront 2020
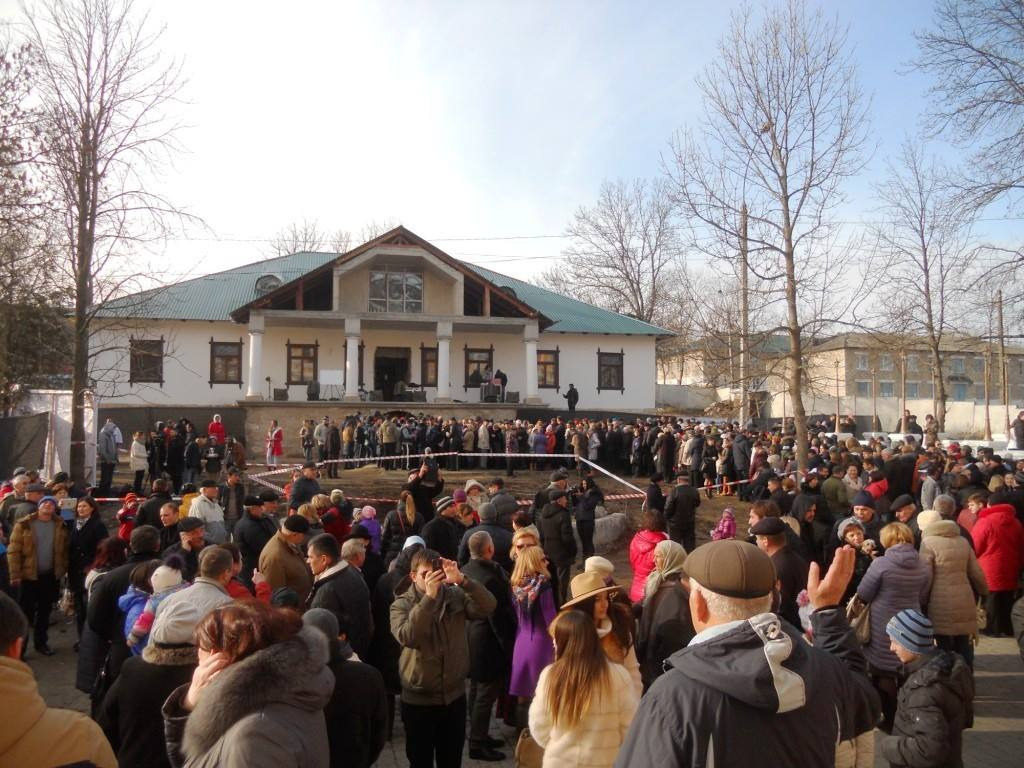
Wiedereröffnung und Tag der Offenen Tür Dezember 2015
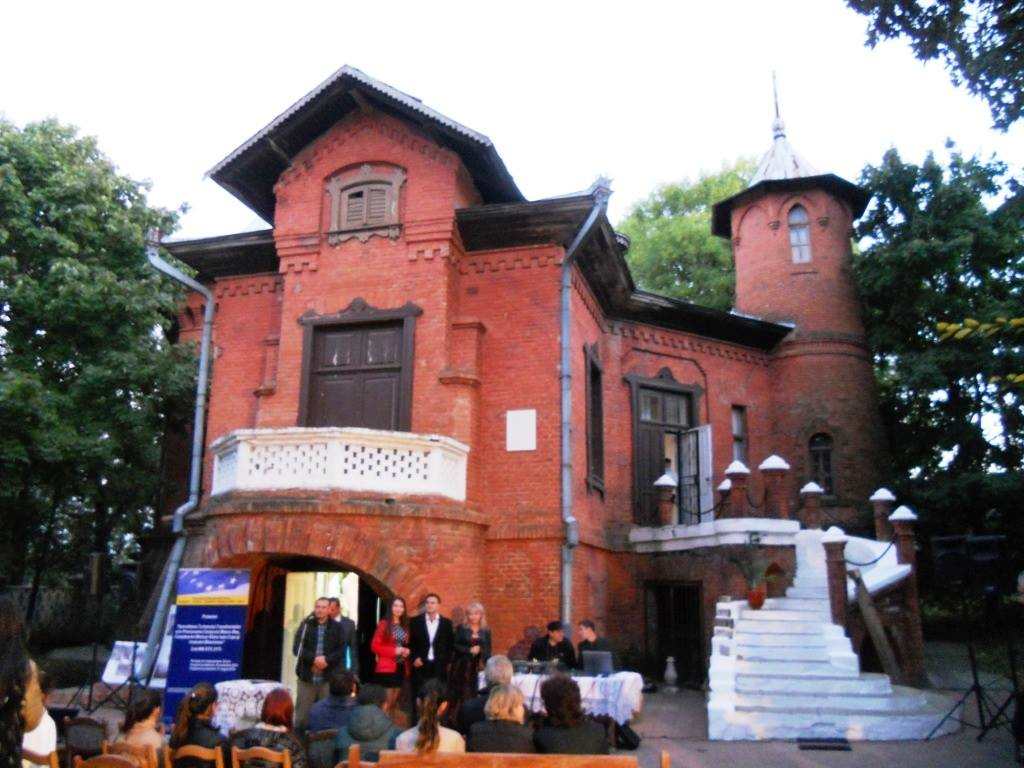
Das restaurierte Jagdschloss in 2014
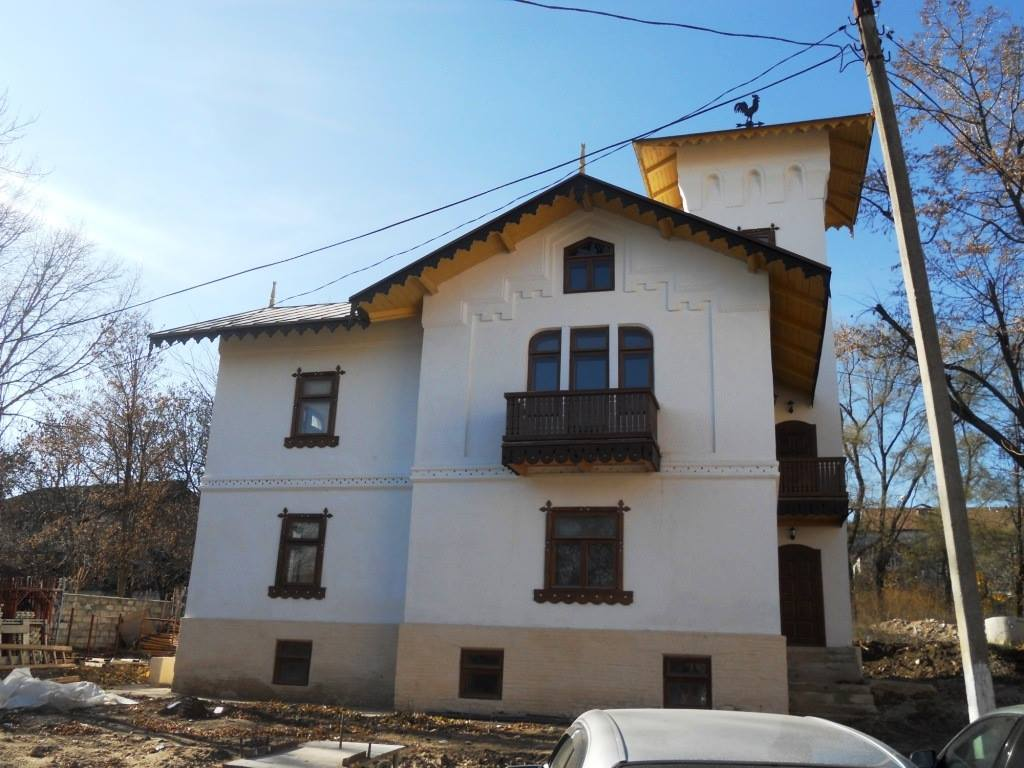
Frisch saniertes Gebäude mit Treppenturm im November 2015
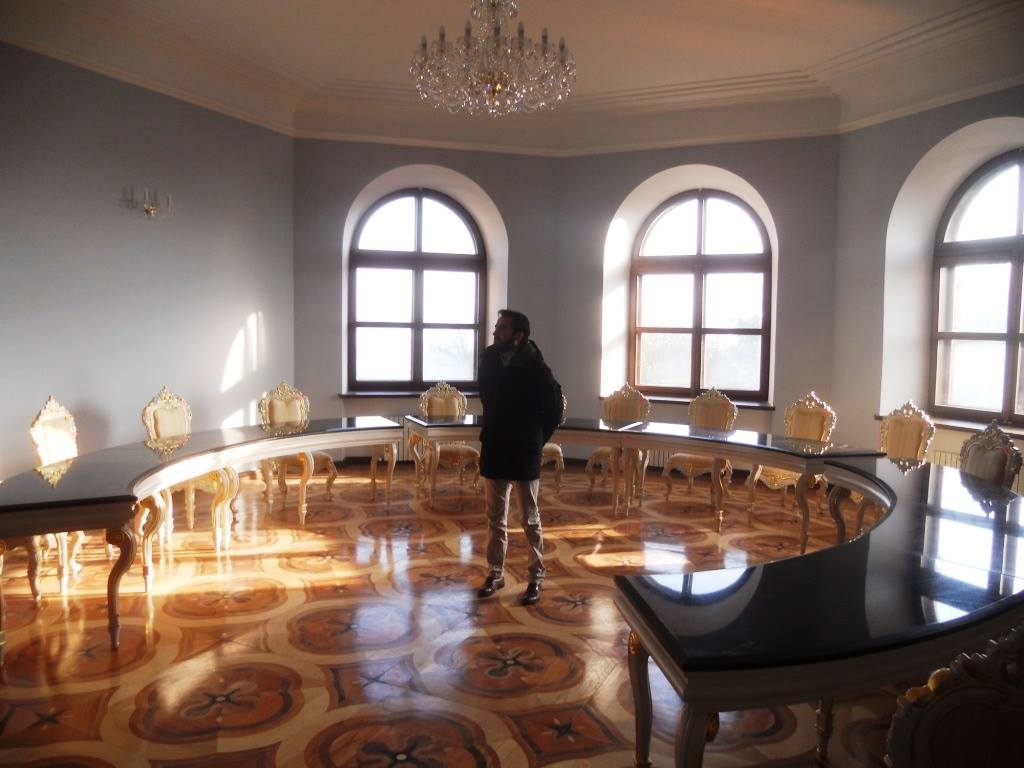
Wiederhergestellte Inneneinrichtung Oktober 2016
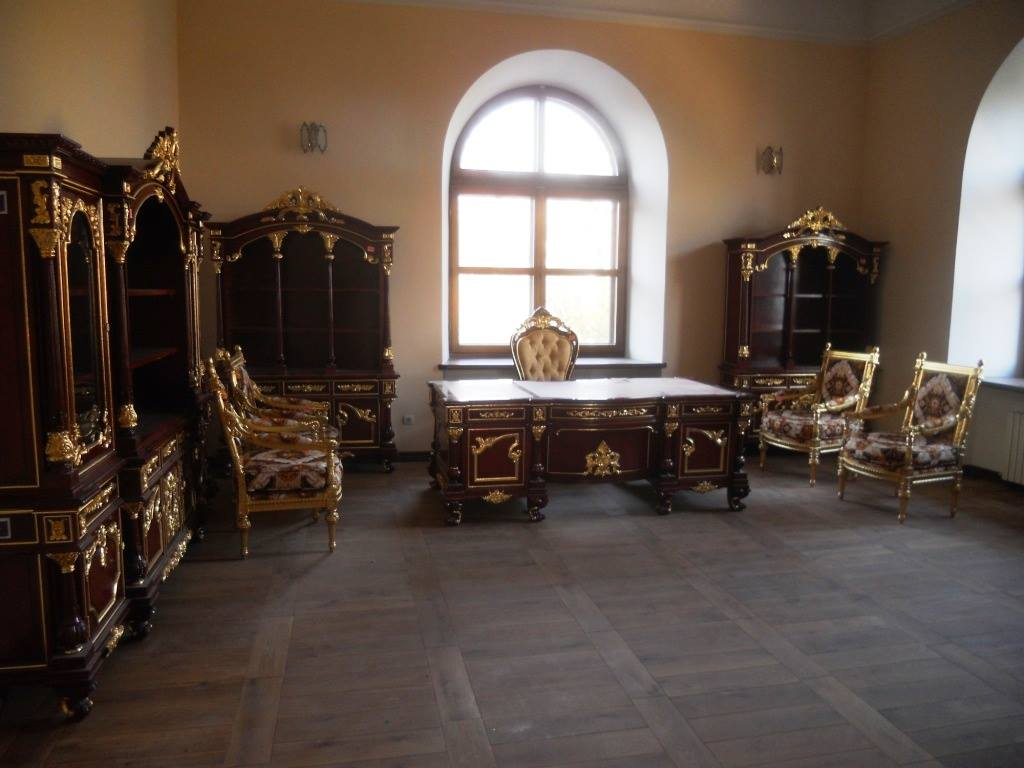
Teile der neuen Inneneinrichtung